# Kärlek deluxe
Kärlek deluxe är en svensk komedifilm från 2014 i regi av Kicki Kjellin. I rollerna ses bland andra Moa Gammel, Martin Stenmarck och Sarah Dawn-Finer.

## Handling
Selma Trastell (Moa Gammel) är en framgångsrik chicklit-författare med flera framgångsrika böcker bakom sig. Framgångarna till trots så gnager en oro inom henne: var detta egentligen vad ville uppnå med sitt författarskap? Har hon inte viktigare saker att säga i sina böcker än att skriva om brustna hjärtan och skor? När ännu en av hennes romaner blir totalsågad samtidigt som hennes pojkvän lämnar henne bestämmer hon sig för att hon ska bli en ny sorts författare. Hon ska bli en ärad sådan som vinner priser och får ett erkännande på kultursidorna. Samtidigt inleder Selma parallella förhållanden med två män: ett med den neurotiske författaren Nils Juhlin och ett med John, en 42-årig wannabe-rockstjärna.

## Rollista
- Moa Gammel – Selma
- Martin Stenmarck – John
- Sarah Dawn-Finer – Nathalie
- Malin Buska – Vanja
- Andreas La Chenardière – Nils
- Lotta Tejle – Britta
- Görel Crona – Katarina
- Peter Dalle – Hans
- David Hellenius – Tomas
- Malou von Sivers – programledare
- Markus Ernerot – Markus
- Sten Elfström – Börje
- Ivan Wahren – bibliotekarie
- Klaus Appelt – hyssjande mannen

## Om filmen
Kärlek deluxe producerades av Anna Wallmark Avelin för produktionsbolaget Eyeworks Sweden. Manus skrevs av Anna Platt och filmen fotades av Andréas Lennartsson. Musiken komponerades av Mathias Nille Nilsson. Filmen hade premiär den 17 januari 2014.